# Idiocera gothicana
Idiocera gothicana är en tvåvingeart som först beskrevs av Alexander 1943.  Idiocera gothicana ingår i släktet Idiocera och familjen småharkrankar. Inga underarter finns listade i Catalogue of Life.